# Ropná skvrna

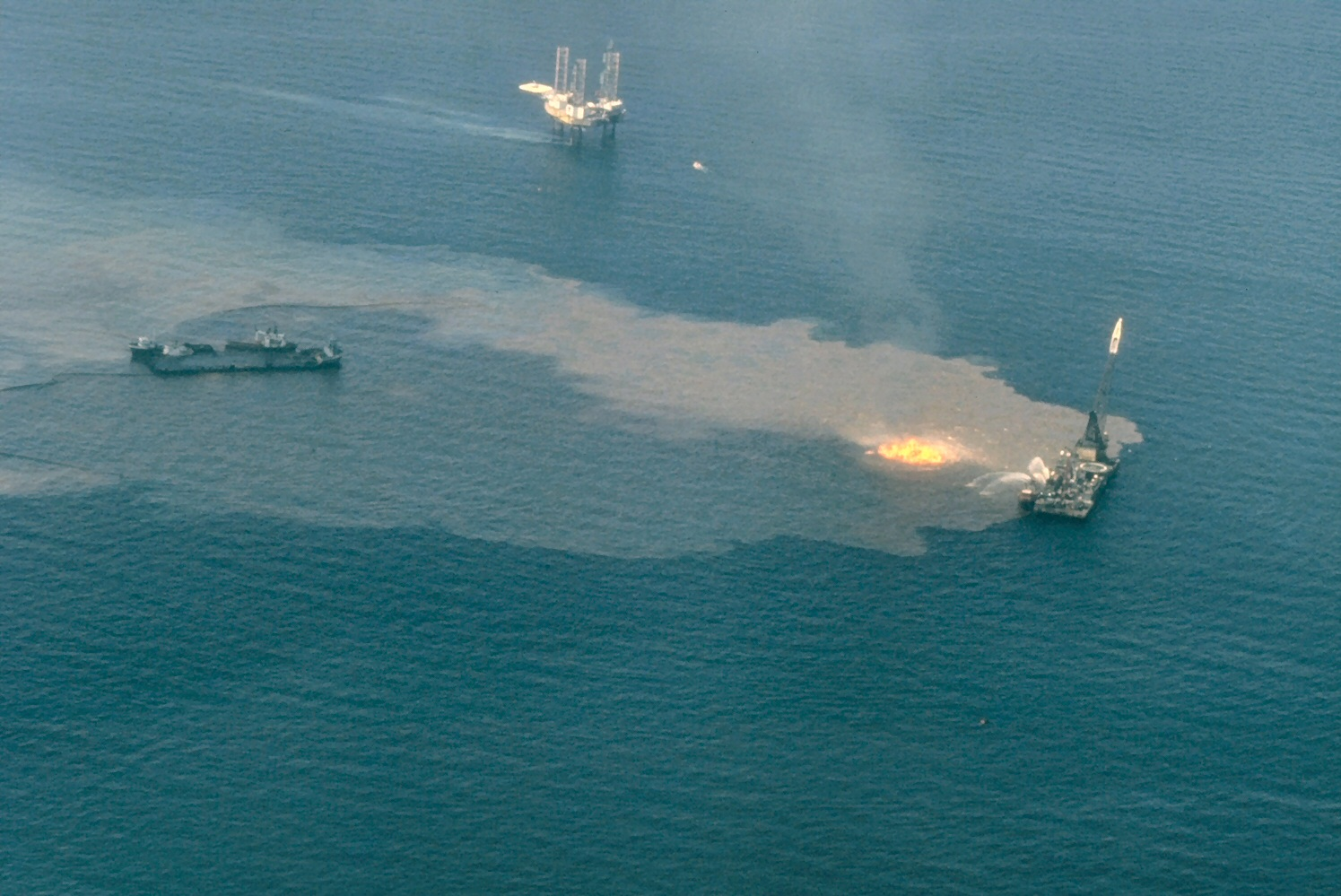
Ropná skvrna v okolí těžební plošiny

Ropná skvrna je skvrna, která vzniká v důsledku úniku tekuté ropy či jiného ropného produktu do okolního prostředí v důsledku lidské činnosti a jedná se tak o druh znečištění. Termín je často chápán pro označení úniku ropné látky do oceánu či do pobřežních vod, ale v obecném chápání referuje jakýkoliv výlev ropné látky do prostředí. Může se tak jednat o výlev surové nezpracované ropy, rafinované ropy, benzínu, nafty atd. Při úniku ropných látek často trvá měsíce až roky, než se prostředí opětovně vyčistí do původního stavu před únikem. Mimo lidského zavinění se může ropa do prostředí dostat také přírodními pochody únikem z míst, kde byla akumulována. Většina znečištění lidmi je způsobena únikem ropných látek z pevniny, ale největší pozornosti se dostává nehodám tankerů či těžebních plošin.
Jelikož jsou ropné látky lehčí než voda, plavou na jejím povrchu a vytváří tak mikrofilm, který je nebezpečný pro život a to jak z důvodu nepropouštění kyslíku, tak například z obalení živočichů ropou.